# Helen Macdonaldová
Helen Macdonaldová (* 1970, Chertsey, Surrey) je britská spisovatelka, přírodovědkyně a sokolnice. Působí jako výzkumná pracovnice na katedře historie a filozofie vědy Univerzity v Cambridgi. Její třetí kniha J jako jestřáb (H is for Hawk, 2014; česky vyšla 2016) o vztahu člověka s divokým jestřábem získala několik literárních ocenění.

## Ocenění
Za knihu J jako jestřáb (H is for Hawk):
- 2014 – Cena Samuela Johnsona (Samuel Johnson Prize)
- 2014 – Costa Book Awards za nejlepší publikaci roku 2014[1]
- 2016 – Prix du Meilleur Livre Étranger (Francie)